# Asteropus ketostea
Asteropus ketostea är en svampdjursart som först beskrevs av de Laubenfels 1950.  Asteropus ketostea ingår i släktet Asteropus och familjen Ancorinidae.
Artens utbredningsområde är Bermuda. Inga underarter finns listade i Catalogue of Life.